# Eric Avila
Eric Humberto Avila (* 24. November 1987 in San Diego, Kalifornien) ist ein US-amerikanischer Fußballspieler.
Der Mittelfeldspieler steht seit 2016 bei den Tampa Bay Rowdies unter Vertrag.

## Spielerkarriere

### Jugend und College
Avila besuchte bis 2003 die La Costa Canyon High School in Carlsbad, Kalifornien, und spielte auch der dortigen Schulmannschaft Fußball. In dieser Zeit spielte er auch für die San Diego Crusaders und die La Jolla Nomads. Mit den Nomads konnte er die U.S. Club Soccer National Championship und die Meisterschaft der Regular Season in der Coast Premier League gewinnen.
Anschließend zog er nach Bradenton, Florida, wo er an der IMG Academy die High School fortsetzte und nebenbei am U-17-Trainingsprogramm des U-17-Auswahlteams der Vereinigten Staaten teilnahm. 2005 war Avila Teil der U-19-Mannschaft der CD Chivas USA, ehe er an die University of California wechselte. Dort konnte Avila verschiedene Titel gewinnen und machte weiter auf sich aufmerksam. Während seiner Zeit am College spielte er auch für die San Fernando Valley Quakes und Ventura County Fusion in der USL Premier Development League.

### Profikarriere

#### 2008 bis 2011: Ergänzungsspieler beim FC Dallas
Im Jahr 2008 unterschrieb Avila einen Vertrag im Rahmen des Programms Generation Adidas und wurde in demselben Jahr in der zweiten Runde des MLS SuperDraft vom FC Dallas ausgewählt. Dort gab er am 26. Juni 2008 sein Debüt als Profifußballer in der Major League Soccer, als er im Ligaspiel gegen Houston Dynamo in der 85. Spielminute eingewechselt wurde.
In der Saison 2008 kam Avila beim FC Dallas über die Rolle als Ergänzungsspieler nicht hinaus. Zwar wurde er in 14 Ligaspielen eingesetzt, begann dabei allerdings nur dreimal von Beginn an. Diese Tendenz hielt auch in den folgenden Spielzeiten beim texanischen Franchise an: In der Saison 2009 wurde Avila 18-mal eingesetzt und erzielte zwei Tore, stand aber nie in der Startaufstellung. In der darauffolgenden Saison 2010 kam er erneut auf 18 Einsätze, darunter einer von Beginn an; während der Saison 2011 wurde Avila nur noch 13 Mal eingesetzt. Insgesamt kam Avila somit auf 63 Ligaspieleinsätze und zwei weitere in den Play-offs 2010. Dabei erzielte er drei Tore während der Regular Seasons und ein weiteres in einem Play-off-Spiel.
Ende 2010 endete der Generation-Adidas-Vertrag Avilas. Im Anschluss spielte er beim FC Dallas keine Rolle mehr und kam für die Texaner in der Saison 2011 überhaupt nicht mehr zum Einsatz; stattdessen wurden auf Avilas Position insbesondere Jackson Gonçalves und Ricardo Villar vermehrt aufgestellt. Im Juli des Jahres wurde ein Transfer Avilas auf sechsmonatiger Leihbasis zum mexikanischen Erstligisten CF Atlas vermeldet; dieser scheiterte später aber während der Verhandlungen der beiden beteiligten Clubs hinsichtlich der Vertragsdetails, sodass der Transfer nie zustande kam. Sowohl Avila als auch der FC Dallas bekundeten offen ihre Enttäuschung über den geplatzten Transfer.

#### 2011 bis 2014: Verschiedene Stationen in der MLS
Anfang August 2011 verließ Avila schließlich den FC Dallas und wurde vom kanadischen MLS-Franchise FC Toronto verpflichtet. Im Gegenzug wechselte Maicon Santos von Toronto nach Dallas; darüber hinaus erhielt der FC Dallas einen weiteren Kaderplatz für einen internationalen Spieler von den Kanadiern.
Sein Debüt für Toronto gab Avila bereits vier Tage nach seinem Wechsel im Spiel gegen D.C. United. Für den Rest der Saison 2011 wurde Avila als Stammspieler bei Toronto eingesetzt und kam noch auf neun Ligaspieleinsätze, davon acht von Beginn an. Am 28. August 2011 im Spiel gegen die San Jose Earthquakes gelang Avila dabei sein erstes Tor für sein neues Franchise. In der Saison 2012 spielte er ebenfalls eine wichtige Rolle in den Spielen des FC Toronto. Avila stand 16 Mal in der Startaufstellung; insgesamt kam er auf 24 Einsätze während der Regular Season der MLS. Im Spiel bei Real Salt Lake gelang ihm ein weiterer Treffer. Er verpasste mit Toronto allerdings die Qualifikation für die Play-offs. Sein zum Jahresende auslaufender Vertrag wurde vom FC Toronto schließlich nicht verlängert, sodass er das Franchise verlassen musste.
Im Rahmen des MLS Re-Entry Draft Ende des Jahres 2012 wurde Avila von den Colorado Rapids ausgewählt. Nur einen Monat später wechselte er von Colorado im Tausch gegen Nick LaBrocca zu den CD Chivas USA, für deren U-19-Auswahl er im Jahr 2005 schon aktiv gewesen war. Bei den Chivas setzte sich Avila endgültig als wichtiger Stammspieler durch. Er wurde in nahezu allen Ligaspielen der Saison 2013 eingesetzt, dabei fast immer als Stammspieler. In 28 Spielen der Regular Season gelangen ihm drei Treffer. Auch in der darauffolgenden Saison 2014 spielte er eine wichtige Rolle für das Franchise, als er in 29 Spielen eingesetzt wurde – dabei stand er wieder überwiegend in der Startformation (26 Startelfeinsätze). Ein Tor gelang ihm während der Saison 2014 aber nicht. Weder 2013 noch 2014 konnte sich Avila mit den Chivas für die Play-off-Spiele qualifizieren. Zum Ende des Jahres 2014 lief sein Vertrag beim CD Chivas aus.

#### Seit 2015: Verpflichtung durch Santos Laguna und sofortige Rückkehr in die MLS
Anfang 2015 verließ Avila die Major League Soccer und unterschrieb einen Vertrag beim mexikanischen Erstligisten Santos Laguna. Ohne jedoch ein einziges Spiel in der mexikanischen Liga MX absolviert zu haben, wurde Avila nur kurze Zeit später auf Leihbasis erneut in die MLS transferiert. Dieses Mal heuerte Avila beim Orlando City an, wo er während der Saison 2015 als Stammspieler eingesetzt wurde. Insgesamt spielte er 21 Mal für Orlando, dabei stand er 15 Mal in der Startaufstellung. Am 17. Mai 2015 gelang ihm beim 4:0-Sieg Orlandos gegen Los Angeles Galaxy der einzige Treffer für das Franchise aus Orlando. In der Eastern Conference belegte Orlando City schließlich den siebten Tabellenplatz, sodass die Play-off-Spiele knapp verpasst wurden.

### Nationalmannschaft
Im Herbst 2003 wurde Avila im Rahmen eines regionalen Ausbildungsprogramms erstmals für die U-17-Fußballnationalmannschaft der USA nominiert. Erstmals wurde Avila im Spiel gegen die englische U-17-Nationalmannschaft für die U-17-Auswahl der Vereinigten Staaten eingesetzt. Bis zum Herbst 2005 kam Avila auf 20 Einsätze für diese Altersklasse und damit auf die meisten der Spieler seines Jahrgangs.
Auch für die U-20-Auswahl der USA wurde Avila eingesetzt; für diese Auswahl lief er insgesamt zehn Mal auf. Den Sprung in die A-Nationalmannschaft der USA schaffte Avila aber nie.